# Wörther See
Der Wörther See ist ein künstlich angelegter See in der Gemeinde Wörth an der Isar im Landkreis Landshut. Das südliche Drittel gehört jedoch zur Gemeinde Niederviehbach im Landkreis Dingolfing-Landau.
Der See ist ca. 37,7 ha groß. Er diente 20 Jahre lang der Kiesgewinnung und wurde 1997 zur Freizeitanlage ausgebaut. Der See ist bis zu 20 Meter tief.
In der westlichen Bucht befindet sich die stationäre Wasserski- und Wakeboard-Anlage Waketoolz Wakepark (früher Watazoo) und südlich davon 300 m Sandstrand mit Liegewiese. 140 m östlich des Strandes ist eine Untiefe mit einem Durchmesser von rund 20 Metern mit einer Tiefe von weniger als einem Meter, die ein beliebtes Ziel von Schwimmern ist. Die seichte Stelle ist auf dem Luftbild deutlich zu erkennen und ist durch eine kleine Boje markiert. 
Im östlichen Teil des Sees befindet sich die 750 m² große Vogelinsel, die zum Schutz von brütenden Vögeln nicht betreten werden darf. Hier können Möwen und Seeschwalben in Ruhe brüten. 
2012 wurde ein Flamingo-Pärchen gesichtet.